# Maskelynes
Maskelynes (v maskelynes kuliviu) je austronéský oceánský jazyk. Používá se na Vanuatu, na souostroví Maskelynské ostrovy (jižně od ostrova Malakula). Má asi 1100 mluvčích. Jazyk maskelynes je zajímavý tím, že používá velmi neobvyklé písmeno B̃, které jinak používá pouze indiánský jazyk yanesha z Peru. Krom toho jazyk Makselynes používá také písmeno Ṽ.

## Abeceda
Abeceda jazyka maskelynes obsahuje tyto písmena:
| a | b | b̃ | d | e | ǝ | g | h | i |
| k | l | m | m̃ | n | ŋ | o | p | p̃ |
| r | s | t | u | w | v | ṽ | w | y |

## Příklady

### Číslovky
| Maskelynes | Česky |
| sua        | jeden |
| eru        | dva   |
| itor       | tři   |
| ivat       | čtyři |
| erim       | pět   |
| məlevtes   | šest  |
| məlevru    | sedm  |
| məlevtor   | osm   |
| məlapat    | devět |
| səŋavur    | deset |